# The Wheel in Space
A The Wheel in Space a Doctor Who sorozat negyvenharmadik része, amit 1968. április 27-e és június 1-je között vetítettek hat epizódban. Ebben a részben szerepel először Wendy Padbury mint Zoe Heriot.

## Történet
A Tardis műszaki hiba miatt egy rakétában dematerializálódik, ahol csak egy szerverrobotot találnak. A rakéta azonban egy óriási kerek alakú űrállomás pályáján mozog. Újabb komplikációk után átkerülnek az űrállomásra. Ki irányítja az űrállomást és a magasan képzett személyzetet? Természetesen a kiborgok.

## Epizódok száma
| Epizód száma | Bemutató napja    | Hossza | Nézők száma (millió) | Formátum                     |
| ------------ | ----------------- | ------ | -------------------- | ---------------------------- |
| 1            | 1968. április 27. | 23:47  | 7,2                  | Csak képek és/vagy töredékek |
| 2            | 1968. május 4.    | 22:50  | 6,9                  | Csak képek és/vagy töredékek |
| 3            | 1968. május 11.   | 24:25  | 7,5                  | 16 mm t/r                    |
| 4            | 1968. május 18.   | 24:14  | 8,6                  | Csak képek és/vagy töredékek |
| 5            | 1968. május 25.   | 21:55  | 6,8                  | Csak képek és/vagy töredékek |
| 6            | 1968. június 1.   | 23:10  | 6,5                  | 16 mm t/r                    |

## Könyvkiadás
A könyvváltozatát 1988. augusztus 18-án adta ki a Target könyvkiadó.

## Otthoni kiadás
- VHS-n 1992 júniusában adták ki a megmaradt 3. és 6. részt.
- DVD-n a fent említett megmaradt két részt a Lost in Time dobozban adták ki.

### Fordítás
- Ez a szócikk részben vagy egészben  a   The Wheel in Space című angol Wikipédia-szócikk fordításán alapul.  Az eredeti cikk szerkesztőit annak laptörténete sorolja fel. Ez a jelzés csupán a megfogalmazás eredetét és a szerzői jogokat jelzi, nem szolgál a cikkben szereplő információk forrásmegjelöléseként.